# Пахалко, Агнешка
Агне́шка Паха́лко (пол. Agnieszka Pachałko; род. 18 декабря 1973, Иновроцлав) — польская модель, победительница конкурса красоты «Мисс Интернешнл 1993».

## Биография
Агнешка Пахалко родилась 18 декабря 1973 года в Иновроцлаве.
16 июля 1993 года Пахалко выиграла национальный конкурс красоты «Мисс Польша». Помимо этого, Агнешка была удостоена трёх специальных наград — «Мисс Аудитория», «Мисс Грация» и «Глобмисс Польша». В том же году она выиграла международный конкурс «Мисс Интернешнл 1993», проходивший в Токио. Она стала второй полькой в истории конкурса после Агнешки Котлярской, выигравшей «Мисс Интернешнл» в 1991 году.
Агнешка работала моделью в Париже, где участвовала в модных показах у нескольких знаменитых модельеров, среди которых были Карл Лагерфельд, Пьер Карден и Ив Сен-Лоран. Спустя несколько лет она покинула модельный бизнес и сосредоточилась на личной жизни.